# Rackträsket
Rackträsket är en sjö i Överkalix kommun i Norrbotten och ingår i Kalixälvens huvudavrinningsområde. Sjön har en area på 0,0983 kvadratkilometer och ligger 103,1 meter över havet. Rackträsket ligger i Torne och Kalix älvsystem Natura 2000-område. Sjön avvattnas av vattendraget Naisbäcken.

## Delavrinningsområde
Rackträsket ingår i det delavrinningsområde (739356-178933) som SMHI kallar för Utloppet av Naisjärv. Medelhöjden är 115 meter över havet och ytan är 29,54 kvadratkilometer. Det finns inga avrinningsområden uppströms utan avrinningsområdet är högsta punkten. Naisbäcken som avvattnar avrinningsområdet har biflödesordning 5, vilket innebär att vattnet flödar genom totalt 5 vattendrag innan det når havet efter 108 kilometer. Avrinningsområdet består mestadels av skog (67 procent) och sankmarker (22 procent). Avrinningsområdet har 1,95 kvadratkilometer vattenytor vilket ger det en sjöprocent på 6,6 procent.